# آي باد (الجيل الخامس)
آي باد 9.7 بوصة  أو كما يسمى رسميًا آي باد (الجيل الخامس) هو حاسوب لوحي تم تصميمه وتطويره وتسويقه بواسطة شركة أبل التي أعلنت عنه في 24 مارس 2017.